# Didier Tallineau
 (septembre 2019).
 (septembre 2019).
Si vous disposez d'ouvrages ou d'articles de référence ou si vous connaissez des sites web de qualité traitant du thème abordé ici, merci de compléter l'article en donnant les références utiles à sa vérifiabilité et en les liant à la section « Notes et références ».
Didier Émile Tallineau né le 17 septembre 1965 à Niort et mort le 5 décembre 2006 à la prison de Fresnes, est un meurtrier récidiviste français.
Entre 1989 et 1999, Tallineau a tué deux jeunes femmes, a tenté d'en tuer une autre, ainsi qu'un de ses aide-cuisiniers. Cet homme n'a pas été soupçonné pendant longtemps.
Par trois fois, en 2001 et 2002, Didier Tallineau a été condamné à 30 ans de réclusion criminelle, assortie d'une peine de sûreté de 20 ans.
Fait rarissime dans les annales judiciaires, Tallineau a été libéré de prison, en décembre 2004, après avoir bénéficié de la loi Kouchner. Une polémique s'était alors instaurée, et sous la décision du garde des sceaux, avait entraîné le retour en prison de Tallineau en septembre 2005.
Victime d'un cancer de la plèvre, Didier Tallineau est mort en prison 15 mois après sa réincarcération, le 5 décembre 2006.

## Biographie
Didier Tallineau est né le 17 septembre 1965 à Niort. Il est l'unique garçon d'une fratrie de quatre enfants. Son père est routier, et de ce fait, toujours absent à cause de son travail. La mère de Didier Tallineau, en revanche, est qualifiée de femme "très autoritaire".
En 1975, à l'âge de 10 ans, Didier Tallineau commence à effectuer des crises de nerfs, ce qui le mènera à casser des chaises, ou d'autres formes de matériel afin de pouvoir, selon son expression, "s'exprimer" et se "faire comprendre".
Puis en 1980, à peine âgé de 15 ans, il invente une scène de crime chez lui, en faisant croire à un cambriolage.
Au début des années 1980, Tallineau acquiert une passion pour le travail. Le jeune homme rêve alors de devenir un "travailleur exemplaire" et "cadre".
En 1984, Didier Tallineau effectue son service militaire à l'âge de 19 ans.
En 1985, Tallineau se lance dans la restauration comme saisonnier. Il travaille en Suisse comme aide-cuisinier dans un grand hôtel d'une station de ski. Il rencontre Catherine Charuau, avec qui il achète une maison à Oulmes en 1989. Les disputes fréquentes du couple deviennent rapidement de notoriété publique.

## Parcours criminel
Le soir du 7 août 1989, alors que Didier Tallineau rentre de son travail, Catherine Charuau lui annonce qu'elle le quitte pour démarrer une nouvelle vie. Une énième dispute éclate alors à leur domicile d'Oulmes (Vendée). Didier Tallineau frappe sa compagne en lui portant un coup sur la tête. Catherine Charuau succombe à ses blessures. Il la traîne jusqu'à leur potager, puis l'enterre en l'aspergeant de parfum. Le lendemain, il frappe à la porte de ses voisins, inquiet, car sa compagne de 23 ans a disparu. En décembre 1989, Tallineau revient voir ses voisins, leur disant que Catherine l'a quitté, en emportant sa collection de peluches. Elle avait fait la même chose avec son précédent compagnon, sauf qu'elle restait en contact avec sa mère, mais cette fois-ci, sa mère n'a aucune nouvelle. Didier Tallineau, étant seulement âgé de 24 ans, n'est pas soupçonné d'être l'auteur de la disparition de Catherine, en raison de son "sérieux" vis-à-vis du travail. Malgré son jeune âge, Tallineau est décrit comme un "homme cadre". Lorsque les voisins de Didier demandent s'il a des nouvelles de Catherine, ce dernier leur affirme que Catherine a quitté la région et qu'il y a eu un chèque sur Bordeaux le 15 août 1989. Elle s'est aussi achetée une voiture, d'après Tallineau. Au fil des mois, la mère de Catherine commence à avoir des doutes. Elle alerte souvent les gendarmes. Mais les gendarmes lui disent qu'ils ne peuvent rien faire pour elle, parce qu'elle est majeure. Elle ne baissera jamais les bras, mais l'enquête ne sera pas prise au sérieux.
En mars 1992, Didier Tallineau fait la fête avec plusieurs aides-cuisiniers. Cependant, lors de la soirée, l'un des aides-cuisiniers de Tallineau se retrouve assommé dans les toilettes et en état d'ivresse, baignant dans une mare de sang. Il avait croisé Didier Tallineau ce soir-là, mais, étant inconnu des services de police, Tallineau ne sera jamais inquiété pour cette tentative de meurtre présumée.
En 1994, les parents de Catherine Charuau viennent voir Maître Genty. Ce dernier les persuade d'aller au parquet. Les parents le font et une enquête est ouverte à l'automne 1994, mais elle ne donne rien. En août 1994, l'hôtel est touché par deux incendies qui font des dégâts importants. Pour la police Suisse, c'était des incendies criminels. Tallineau est soupçonné par la police et placé en garde à vue. Mais sans preuves, Tallineau est relâché. Tallineau quitte donc la Suisse. En octobre 1994, alors que l'enquête concernant la disparition de Catherine Charuau s'ouvre, Didier Tallineau part en Serbie. Depuis peu, Tallineau a une relation avec une jeune femme allemande, Christine Richter, qui sera par la suite victime d'une agression chez elle à Düsseldorf, en Allemagne. En décembre 1994, Didier Tallineau vient chez Christine Richter et lui demande de l'héberger, car sa voiture est, prétend-il, en panne. Elle accepte. Alors qu'elle fait la vaisselle, il l'a frappe à coup de rouleau à pâtisserie. La jeune femme lui demande d'appeler un médecin, mais Tallineau lui dit qu'il est préférable d'acheter des médicaments et ajoute qu'il n'a pas de carte bancaire allemande pour le faire. Christine lui donne une de ses cartes, qu'il épuise complètement, en retirant tout l'argent disponible. Revenu chez elle, il lui dit que la carte ne marche pas. Elle lui en donne une deuxième. Il la prend, la retire jusqu'à l'épuiser, et part dans sa voiture, sans même aider Christine. Elle arrive jusqu'à son téléphone, pour appeler une amie. Son amie vient sur le champ, l'emmène à l'hôpital, et elle s'en sort in extremis.
En 1998, Tallineau déménage en Loire-Atlantique et s'installe avec sa nouvelle compagne, devenue sa femme. Son enfant naît cette même année. Il devient par la suite le patron du bar La Louisiane.
Le soir du 19 juillet 1999, Didier Tallineau travaille dans son bar quand il aperçoit Carole Le Yondre, une étudiante infirmière de dix-neuf ans, entrer dans le bar en compagnie de ses amis. Tallineau sympathise avec eux. Vers 3 h du matin, les amis de Carole s'en vont, mais elle reste pour aider Tallineau à faire la vaisselle. Il essaye de l'embrasser à plusieurs reprises, mais elle n'arrête pas de le repousser. Agacé, Tallineau la frappe à coup de queue de billard, puis l'achève à coup d'une bouteille de bière sur la tête. Carole meurt au second coup. Ensuite, Tallineau enroule le corps dans une bâche et le cache derrière les casiers à bouteilles, au fond de la cave. Le corps y reste pendant cinq jours, jusqu'à ce qu'une première perquisition ait lieu dans le bar, qui ne donnera rien. Dans la nuit du 24 au 25 juillet 1999, Didier Tallineau décide de se débarrasser du corps. Il parcourt dix kilomètres en voiture, après avoir chargé le corps dans le coffre. Vers 4 h du matin, Tallineau découvrant un chemin privé, décide de déposer le corps dans le fossé. Pendant qu'il s'apprête à déposer le corps, il est surpris par une automobiliste en train de rentrer chez elle. Dès que Tallineau voit l'automobiliste, il rentre aussitôt dans sa voiture et s'en va, laissant un sac poubelle dans le fossé. Il déposera le corps un peu plus loin, avant de retourner chez lui. Le corps est retrouvé le 25 juillet 1999 vers 8 h 20 du matin sur une route nationale à proximité de Châteaubriant (Loire-Atlantique). Un cycliste remarque une odeur. Il s'arrête, et trouve le cadavre de Carole Le Yondre en putréfaction dans le fossé. Il appelle les gendarmes, qui viennent avec un médecin. Le matin-même, l'automobiliste de la nuit passée trouvera le sac poubelle. Quand elle apprendra par ses collègues que Carole Le Yondre a été retrouvée dans des sacs poubelles, elle se demandera si l'homme qu'elle a croisé la nuit précédente y est pour quelque chose et préviendra la gendarmerie. Elle précisera aussi que l'homme avait une Nevada rouge bordeau. Les gendarmes remontent jusqu'à toutes les voitures de ce type et obtiennent gain de cause deux jours plus tard, en remontant jusqu'à celle de Didier Tallineau.

## Arrestation
Le 27 juillet 1999, les gendarmes montent une planque et voient Tallineau en train de nettoyer la voiture. À partir d'un moment, les gendarmes décident de l'interpeller. Un premier gendarme entre dans la voiture et en ressort, l'air préoccupé. Il demande alors à un collègue de rentrer à son tour dans la voiture de Tallineau. Ils y découvrent une odeur de putréfaction, que Didier Tallineau avait parfumé de senteur lavande. Les gendarmes trouvent des traces de sang dans la voiture. Didier Tallineau est aussitôt placé en garde à vue, ainsi que sa femme et tous les clients présents le soir du drame.
Didier Tallineau affirme d'abord que Carole Le Yondre était présente et qu'elle est restée avec lui pour l'aider à faire la vaisselle, mais passé quelques instants, elle est partie. Après, il met en cause un certain Karim, qui aurait tué Carole Le Yondre, alors qu'il était descendu à la cave. Ensuite, Didier Tallineau aurait abandonné le cadavre à la campagne. Après un grand nombre d'heures de garde à vue, Didier Tallineau change de version trois fois, puis les gendarmes se rendent compte qu'il ment.
Le 29 juillet 1999, Didier Tallineau finit par avouer qu'il a tué Carole Le Yondre. Il raconte que la nuit du crime, Carole Le Yondre est arrivée avec ses amis dans son bar. Il a sympathisé avec eux. Vers 3 h du matin, ses amis s'en vont, mais Carole reste pour l'aider à faire la vaisselle. Il a voulu l'embrasser, mais elle n'arrêtait pas de le repousser, donc il décide de la frapper à coup de queue de billard.
Ensuite, il a mis le corps dans la cave et l'a achevé avec une bouteille de bière. Il enroule le corps dans une bâche et le cache derrière les casiers à bouteilles, au fond de la cave. Le cadavre y restera cinq jours, puis Didier Tallineau cache le corps dans sa voiture pour l'abandonner sur un chemin privé. Mais, voyant une voiture arriver derrière lui, il décide d'abandonner le corps dans un autre endroit, laissant un sac poubelle dans le fossé.
Les gendarmes perquisitionnent son bar. Dans la cave, les gendarmes retrouvent des traces de sang et un trousseau de clés. Lorsque la perquisition touche à sa fin, il propose de servir à boire aux gendarmes, qui acceptent de boire un verre. Après ce dernier verre, Didier Tallineau est incarcéré à la prison de Nantes.
Lorsque l'incarcération de Didier Tallineau paraît dans le journal, un gendarme retraité ayant travaillé dans la disparition irrésolue de Catherine Charuau prévient immédiatement les parents de la disparue ainsi que la police de Châteaubriant.

### Découverte du corps du premier meurtre
En août 1999, le dossier de Catherine Charuau est rouvert. À Oulmes, les enquêteurs fouillent le passé du couple Tallineau-Charuau. Catherine savait que Didier la trompait. Il y avait des disputes dans ce couple. Ils interrogent la compagne de Tallineau. Elle ne sait rien, mais elle leur fait visiter son appartement. Les enquêteurs découvrent que le couple collectionne des peluches. Les proches de Catherine Charuau, les reconnaissent tout de suite. Ils s'intéressent aussi au compte bancaire de Catherine depuis août 1989, car depuis septembre 1989, le compte ne bouge plus. Elle avait mis un chèque de 15 000 francs. Sauf qu'après plusieurs recherches des gendarmes, il s'avère finalement que c'était Didier Tallineau qui l'avait fait, pour faire croire que Catherine était encore vivante. Les gendarmes ayant désormais suffisamment de preuves pour accabler Tallineau, l'extraient de sa prison.
Le 16 novembre 1999, Didier Tallineau, interrogé, se dit totalement étranger à la disparition de son ancienne compagne. Au bout de vingt-quatre heures, les gendarmes lui ont identifié ses paradoxes. Didier Tallineau devient alors agressif. Accablé par les parents de Catherine Charuau, il se met à pleurer et leur raconte qu'il est arrivé chez lui un soir d'août 1989, suffisamment tard et Catherine lui aurait reproché. Tallineau lui aurait donné une gifle et qu'elle serait morte à la suite de cela. Didier Tallineau dit qu'il a enterré le corps de Catherine dans son potager, à Oulmes. Les gendarmes vont à l'ancienne habitation de Tallineau. À trente-quatre ans, le tueur est face à un crime commis quand il en avait vingt-quatre. Quand les recherches débutent, Tallineau est impassible. Les gendarmes suivent les indications de Tallineau et finissent par trouver le corps, bien centré dans le potager. Du parfum est également retrouvé à proximité du corps. Tallineau affirme qu'il a aspergé le corps de parfum avant de l'enterrer, car il avait des chiens au moment des faits. Les gendarmes ne croient pas à l'accident, ils pensent que Tallineau a tué Catherine de la même façon qu'il a tué Carole. Tallineau est mis en examen pour le meurtre de Catherine Charuau.
En 2000, Didier Tallineau est renvoyé devant deux cours d'assises pour deux meurtres ainsi qu'une tentative.

## Condamné en sursis
Le 15 octobre 2001, Didier Tallineau, âgé de 36 ans, est jugé pour le meurtre de Catherine Charuau et la tentative de meurtre de Christine Richter. Durant le procès, Tallineau plaide l'accident pour le meurtre de Catherine Charuau 12 ans plus tôt. Cependant, la cour d'assises démontre que Tallineau aurait prémédité son crime, en raison de sa "mise en scène" faisant croire à une rupture.
Le 17 octobre 2001, la cour d'assises de la Loire-Atlantique le condamne à la peine de 30 ans de réclusion criminelle assortie d'une peine de sûreté de 20 ans. Tallineau fait appel de cette décision.
Le 31 mai 2002, la Cour d'appel confirme la peine de Didier Tallineau de 30 ans de réclusion criminelle, assortie d'une peine de sûreté de 20 ans.
Didier Tallineau est de nouveau jugé du 17 au 20 décembre 2002, pour le meurtre de Carole Le Yondre. Âgé de 37 ans, il déclare avoir découvert le corps sans vie de la jeune femme après s'être réveillé dans la cave de son bar. Cependant, sa déclaration n'est pas prise au sérieux, du fait de son mode opératoire sur ses précédentes victimes.
Le 20 décembre 2002, Didier Tallineau est condamné à 30 ans de réclusion criminelle, dont 20 ans de sûreté, les jurés n'ayant pas retenu la préméditation,. Tallineau n'ayant pas fait appel de sa condamnation peut, à l'époque, demander une libération conditionnelle en juillet 2019.
Dès 2003, Didier Tallineau sollicite une demande de suspension de peine pour raison de santé. L'avocat du détenu dépose alors une demande de libération. Tallineau est très vite admis à l'Hôpital de la prison de Fresnes en l'attente d'être examiné par un Collège de médecins afin d'évaluer si son pronostic vital est engagé ou non.
En octobre 2004, Didier Tallineau reçoit une première expertise, concluant à son incompatibilité vis-à-vis de sa détention. Dès novembre 2004, une seconde expertise a lieu qui, conformément à la première, estime que les jours de Tallineau sont comptés. Didier Tallineau bénéficie alors de la « loi Kouchner », entrée en vigueur le 4 mars 2002, qui permet de suspendre les peines des détenus malades si leur pronostic vital est engagé ou si leur état est incompatible avec la détention,. La demande de libération de Tallineau est alors acceptée le 1er décembre 2004.

## Libération provisoire et polémique
Le 8 décembre 2004, Didier Tallineau est libéré de prison, après n'y avoir passé que 5 ans et 4 mois. En effet, l'homme de 39 ans est atteint d'un cancer de la plèvre et est en phase terminale ; il a été conclu que son espérance de vie était entre 6 et 12 mois. Didier Tallineau s'installe alors chez ses parents à Olonne-sur-Mer en Vendée, à côté des habitants et des familles des victimes.
En février 2005, le voisinage tout entier fait circuler une pétition afin de renvoyer Tallineau en prison, mais cette dernière n'aboutit pas. Une polémique éclate alors et les plaintes se multiplient ; provoquant un "scandale de la population" à Olonne-sur-Mer.
En mars 2005, Didier Tallineau est réexaminé par un collège de médecin et reste en liberté, les médecins confirmant que Tallineau est en phase de mourir. Un traitement lui est alors ordonné. Au fil des mois, Tallineau reprend des forces et ses voisins signent une pétition pour réclamer son retour en prison. Ils le surveillent tous les jours depuis chez eux et voient que sa santé s'est améliorée. Ils décrivent la santé de Tallineau : "Il bricole avec son père, il conduit sa voiture seul, sa vitesse est excessive..."
A l'été 2005, le collège de médecins ayant examiné Tallineau rend dans son rapport que les conditions de la loi Kouchner ne sont plus réunies ; le pronostic vital de Didier Tallineau n'étant plus engagé, ce dernier demeure alors apte à retourner en prison. La polémique, soulevée par les avocats des familles des victimes et notamment par Maître Stéphane Maitre, a finalement mené à sa réincarcération, le matin du 13 septembre 2005, sur décision du garde des sceaux.

## Retour en prison et mort
De nouveau incarcéré à la prison de Fresnes, Didier Tallineau atteint ses quarante ans le 17 septembre 2005 : seulement quatre jours après son retour en prison. N'ayant pas changé de prison depuis sa libération, la santé de Tallineau s'amenuise. Dans le courant de l'année 2006, son état ne faisant qu'empirer, il est hospitalisé à l'Hôpital de la prison de Fresnes.
En novembre 2006, alors qu'il n'est incarcéré que depuis quatorze mois, Tallineau est mourant. Son avocat fait de nouveau appel à la loi Kouchner, mais la demande n'arrivera pas assez rapidement pour libérer Tallineau.
Didier Tallineau meurt dans la nuit du 5 décembre 2006 à la prison de Fresnes (Val-de-Marne) à l'âge de 41 ans, quelques jours avant que le tribunal d'application des peines de Créteil examine une nouvelle requête en suspension médicale de peine, déposée en novembre par son avocat nantais Loïc Cabioch.

### Médiagraphie

#### Documentaires télévisés
- « Didier Tallineau, l'homme aux deux visages » le 11 novembre 2008 dans Faites entrer l'accusé présenté par Christophe Hondelatte sur France 2
- « L'homme au double visage » (premier reportage) dans « ... dans le Poitou » le 31 août, 7 et 15 septembre 2015 dans Crimes sur NRJ 12

#### Émissions radiophoniques
- « Didier Tallineau : quand un meurtre en cache un autre », 9 avril 2015, dans L'Heure du crime de Jacques Pradel, sur RTL